# Corinna Herold

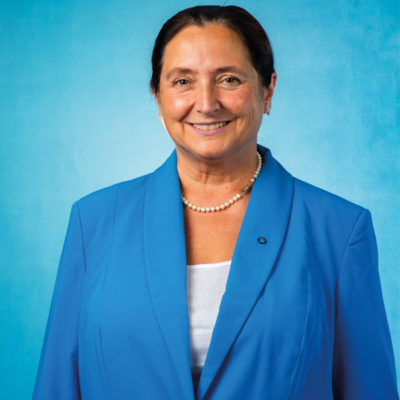
Corinna Herold (2020)

Corinna Herold (* 26. November 1961 in Eisfeld) ist eine deutsche Politikerin (AfD). Von 2014 bis 2024 war sie thüringische Landtagsabgeordnete.

## Leben
Herold studierte von 1982 bis 1988 Zahnmedizin an der Friedrich-Schiller-Universität in Jena. Bis 1990 war sie angestellte Zahnärztin im staatlichen Landambulatorium in Neudietendorf. 1992 machte sie sich mit einer eigenen Praxis selbständig. Herold hat einen Sohn (* 1984), ist geschieden und evangelisch. Sie lebt in Erfurt.

## Politik
Seit April 2013 ist Herold Mitglied der Alternative für Deutschland und seit Dezember 2013 Beisitzerin im Kreisverband Mittelthüringen. Im Mai 2014 wurde sie für die AfD in den Erfurter Stadtrat gewählt. Bei den Landtagswahlen 2014 und 2019 zog sie über die Landesliste der AfD in den Thüringer Landtag ein. 2024 stand sie nicht auf der Landesliste und wurde als Direktkandidatin im Wahlkreis Erfurt II mit 23,7 % Zweite hinter Niklas Waßmann (CDU; 33,7 %) vor Katja Maurer (Linke; 23,3 %). Damit verpasste sie den Wiedereinzug in den Thüringer Landtag.
Im März 2015 unterzeichnete sie die Erfurter Resolution. Für Aufsehen auch in überregionalen Medien sorgte im Oktober 2015 eine parlamentarische Anfrage Herolds an die Thüringer Landesregierung nach der Anzahl der Homo-, Bi- und Transsexuellen in Thüringen.
Im Februar 2016 übernahm Herold den Vorsitz des Kreisverbands Mittelthüringen.

## Positionen
Herold ist gegen das „Abwerben von Fachkräften zulasten der Herkunftsländer“, um dem hiesigen Fachkräftemangel entgegenzuwirken, und möchte stattdessen den bereits in Deutschland lebenden Migranten den Zugang zum inländischen Arbeitsmarkt erleichtern.